# Katîna, Starîi Sambir
Katîna (în ucraineană Катина) este un sat în comuna Stareava din raionul Starîi Sambir, regiunea Liov, Ucraina.

## Demografie
Componența lingvistică a localității Katîna
     Ucraineană (100%)
Conform recensământului din 2001, toată populația localității Katîna era vorbitoare de ucraineană (100%).